# Waal-mellemistiden
Waal-mellemistiden i Nordeuropa var en mellemistid i den tidlige pleistocæne subepoke, der varede ca. fra 1,45 mio. til 1,2 mio. år siden. Der er kun ganske få spor fra Waal i Danmark, men flere spor kendes fra de britiske øer og Tyskland. Perioden er navngivet efter floden Waal i Holland.
Perioden bestod af to varme og en køligere fase. Skov var den mest almindelige form for vegetation, undtagen i begyndelsen af perioden.
Fra de varme faser af perioden kendes fra mellemeuropa flere mange varmekrævende planter, f.eks. Hemlock (Tsuga), Vingevalnød (Pterocarya), Hickory (Carya), Eucommia og Vandbregne (Azolla filiculoides), Sumpcypres (Taxodium) og Redwood (Sequoia). Fra den kolde fase kendes bl.a. Hassel, Avnbøg, Ask, Elm. Forskellige arter af Gran (Picea) forekom varierende igennem hele perioden.

Tidsnavigation:
| Geologisk æra:     | ← Kænozoikum →        | ← Kænozoikum →      | ← Kænozoikum →      | ← Kænozoikum →      | ← Kænozoikum →      |
| Geologisk periode: | ← Kvartær →           | ← Kvartær →         | ← Kvartær →         | ← Kvartær →         | ← Kvartær →         |
| Subepoke:          | ← Tidlig Pleistocæn   | ← Tidlig Pleistocæn | ← Tidlig Pleistocæn | ← Tidlig Pleistocæn | ← Tidlig Pleistocæn |
| Istid/mellemistid: | Tegelen-mellemistiden | Eburon-istiden      | Waal-mellemistiden  | Menap-istiden       | Bavel-komplekset    |